# Rev. from DVL
Rev. from DVL（レブ・フロム・ディーブイエル）は、2003年から2017年まで活動した日本の女性アイドルグループ。グループ名の「Rev.」はレボリューション (revolution) の略、ハイチ語の「夢」で、「DVL」はダンス (Dance)、ボーカル (Vocal)、ラブ (Love) を意味する。グループとして地元の祭りやイベント等に参加しつつメンバー個人の活動も重視し、各々がテレビ番組、CM、テレビドラマ、映画、舞台などで活躍した。活動当時は全国ツアー、アジアツアー、紅白出場を目標としていた。「ご当地アイドル殿堂入り」認定。

## 略歴
2003年に福岡の芸能プロダクション「アクティブハカタ」の男女混合ダンス&ボーカルユニット『DVL』として誕生し、2011年6月に女性だけのユニットへ転換して現在のユニット名に改めた。
当初はあまり目立たなかったが、メンバーの橋本環奈を被写体にファンが撮影した1枚の写真が2013年10月末から11月初頭にかけてインターネットで耳目を集め、橋本の人気に牽引されてグループの知名度も上昇して大きな転換期を迎えた。
2014年に『Rev.from DVLプロジェクト』としてディスカバリー・エンターテインメントと共同マネジメントを始める。
2014年4月末にオリコン週間ランキングで、CD の販売枚数が1万枚を越えて日本ご当地アイドル活性協会より『ご当地アイドル殿堂入り』と認定される。
2015年に初のライブDVD『Live And Peace vol.1@Zepp Fukuoka -2014.8.30-』を発売する。2月から3月に初のライブハウスツアー『Live House Tour Live And Peace vol.3』を催し、4月から6月にRKBテレビで初の冠番組『Rev.from DVLのホーカゴ』が放送され、『Live Tour Live And Peace』vol.4、vol.5を催した。
2017年2月6日に、3月31日で解散することがウェブサイトで発表された。3月29日に赤坂BLITZ、31日に福岡ドラムロゴス、それぞれのライブ公演を最後に解散した。

## メンバー

### 解散時最終メンバー
| 名前       | よみ              | ニックネーム | 加入時期   | 生年月日               | 備考 |
| ---------- | ----------------- | ------------ | ---------- | ---------------------- | --- |
| 鷲尾美紀   | わしお みき       | みっきー     | 2003年     | 1993年10月13日（31歳） | スキルリーダー（前リーダー） 2003年の結成時からの唯一のメンバーであった 2019年9月30日をもって芸能活動を停止                                       |
| 四宮なぎさ | しのみや なぎさ   | なぎさ       | 2006年     | 1998年2月21日（27歳）  | あかりのプロダクション所属 ガールズユニット「ONE SCENE」元メンバー 芸能活動を継続し、芸名を「四宮吏桜」に変更                                     |
| 今井瞳     | いまい ひとみ     | ひとみん     | 2007年12月 | 1993年5月31日（31歳）  | リーダー スタークラスターエンタテインメント所属                                                                                                   |
| 秋山美穂   | あきやま みほ     | みぽりん     | 2007年12月 | 1995年7月21日（29歳）  | サブリーダー グループ解散と同時に芸能界引退 |
| 橋本環奈   | はしもと かんな   | かんな       | 2009年     | 1999年2月3日（26歳）   | 芸能活動継続 |
| 力石奈波   | ちからいし ななみ | ちかなな     | 2010年10月 | 1999年9月20日（25歳）  | 芸能活動継続後、事務所を退所、芸能界引退 |
| 橋本幸奈   | はしもと ゆきな   | ゆっきー     | 2012年3月  | 1999年3月6日（26歳）   | 事務所を退所、芸能界引退 |
| 藤本麗依菜 | ふじもと れいな   | れいな       | 2012年3月  | 2000年6月20日（24歳）  | あかりのプロダクション所属 |
| 古澤早希   | ふるさわ さき     | さき         | 2014年2月  | 1999年8月18日（25歳）  | 橘紗希 ガールズユニット「ONE SCENE」元メンバー 立花咲希 「泡沫パーティーズ」メンバー                                                              |
| 池松愛理   | いけまつ あいり   | あいり       | 2015年12月 | 1996年8月28日（28歳）  | 「ラストアイドル」とセカンドユニット「Good Tears」メンバーを兼任 ミスマガジン2018読者特別賞 D.LEAGUE「USEN-NEXT I'moon」メンバー その後芸能界引退 |

### 元メンバー
過去に在籍した主な元メンバー
| 名前       | よみ            | 加入時期             | 脱退時期           | 備考 |
| ---------- | --------------- | -------------------- | ------------------ | --- |
| 西内ひろ   | にしうち ひろ   | 不明                 | 不明               | 「DVL」時代に一時在籍 妹は西内まりや |
| 田中彩友美 | たなか あゆみ   | 結成時               | 不明               | 「DVL」時代に一時在籍 |
| 三角笑里   | みすみ えみり   | 不明                 | 不明               | KRD8を経てロックアイドルユニット「the mishmash」に参加                                                                                       |
| 石丸雅理   | いしまる みやり | 不明                 | 不明               | 現在は舞夢プロ所属 |
| 宮本まりあ | みやもと まりあ | 不明                 | 不明               | 脱退 |
| 岡部来亜   | おかべ らいあ   | 不明                 | 2013年6月          | KBCラジオ・アイタカーリポーターのアイタガールを経て、現在はCROSS FMナビゲーターを主に活動。2022年11月に結婚し夫はKBCアナウンサーの和田侑也。 |
| 松田成未   | まつだ なるみ   | 2007年5月            | 2014年2月8日       | 卒業と共に引退 |
| 新谷香苗   | しんがい かなえ | 2012年3月26日        | 2014年2月8日       | 現在は九州女子翼、その後芸能界引退 |
| 本野杏香   | もとの きょうか | 2011年10月研修生加入 | 2015年10月31日卒業 | 卒業と共に引退 |
| 高橋菜々美 | たかはし ななみ | 2009年6月            | 2016年5月31日卒業  | サンミュージックプロダクションへ移籍、その後芸能界引退                                                                                       |
| 神谷帆南   | こうや ほなみ   | 2010年               | 2016年5月31日卒業  | 卒業と共に引退 |
| 西岡優菜   | にしおか ゆうな | 2009年               | 2016年10月8日卒業  | 卒業と共に引退 |

## ディスコグラフィー

### シングル
|                              | リリース日       | タイトル                                 | 最高 週間 順位   | 販売 形態          | 商品コード                                                                              | 形態・備考                                                                                        |                  |
| アクティブハカタ             | アクティブハカタ | アクティブハカタ                         | アクティブハカタ | アクティブハカタ   | アクティブハカタ                                                                        | アクティブハカタ                                                                                  | アクティブハカタ |
| ---------------------------- | ---------------- | ---------------------------------------- | ---------------- | ------------------ | --------------------------------------------------------------------------------------- | ------------------------------------------------------------------------------------------------- | ---------------- |
| 1                            | 2006年5月1日     | ママのニューバッグ 拝啓オヤジ様！        | -                | CD                 |                                                                                         |                                                                                                   |                  |
| 2                            | 2011年6月5日     | Heart butterfly                          | -                | CD                 |                                                                                         |                                                                                                   |                  |
| 3                            | 2012年12月24日   | 逢いにきんしゃい                         | -                | CD                 |                                                                                         |                                                                                                   |                  |
| よしもとアール・アンド・シー |                  |                                          |                  |                    |                                                                                         |                                                                                                   |                  |
| 1                            | 2014年4月16日    | LOVE-arigatou-                           | 6位              | CD+DVD CD          | YRCS-90044 YRCS-90045 YRCS-90046 YRCS-90047 YRCS-90048 YRCS-90049 YRCS-90050 YRCS-90051 | 通常盤Type-A 通常盤Type-B WEB盤Type-A WEB盤Type-B WEB盤Type-C WEB盤Type-D WEB盤Type-E WEB盤Type-F |                  |
| 2                            | 2014年8月13日    | Do my best!!                             | 11位             | CD+DVD CD          | YRCS-90052 YRCS-90053 YRCS-90054                                                        | 通常盤Type-A 通常盤Type-B WEB盤                                                                   |                  |
| 3                            | 2014年12月3日    | REAL-リアル-/恋色パッション              | 9位              | CD+DVD CD          | YRCS-90059 YRCS-90060 YRCS-90061                                                        | 通常盤 HMV盤 WEB盤                                                                                |                  |
| 4                            | 2015年3月25日    | 君がいて僕がいた/愛がーる                | 9位              | CD+DVD CD          | YRCS-90073 YRCS-90074 YRCS-90075                                                        | 通常盤Type-A 通常盤Type-B WEB盤                                                                   |                  |
| 5                            | 2015年6月30日    | 君を見つけたあの日から僕の想いは一つだけ | 4位              | CD+DVD CD          | YRCS-90077 YRCS-90078 YRCS-90079                                                        | 通常盤Type-A 通常盤Type-B WEB盤                                                                   |                  |
| 6                            | 2016年1月5日     | 屋上のスキマ 白いソラ                    | 5位              | CD+DVD CD          | YRCS-90103 YRCS-90104 YRCS-90105                                                        | 通常盤Type-A 通常盤Type-B WEB盤                                                                   |                  |
| DISCOVERY NEXT CO.,Ltd       |                  |                                          |                  |                    |                                                                                         |                                                                                                   |                  |
| 7                            | 2016年12月16日   | Vampire                                  | -                | ミュージックカード | DNME-0001～DNME-0022                                                                    |                                                                                                   |                  |

6th『屋上のスキマ　白いソラ』は前山田健一が楽曲提供。

### アルバム
|                        | リリース日             | タイトル                     | 最高 週間 順位         | 販売 形態              | 商品コード                    | 形態・備考                     |
| DISCOVERY NEXT CO.,Ltd | DISCOVERY NEXT CO.,Ltd | DISCOVERY NEXT CO.,Ltd       | DISCOVERY NEXT CO.,Ltd | DISCOVERY NEXT CO.,Ltd | DISCOVERY NEXT CO.,Ltd        | DISCOVERY NEXT CO.,Ltd         |
| ---------------------- | ---------------------- | ---------------------------- | ---------------------- | ---------------------- | ----------------------------- | ------------------------------ |
| 1                      | 2017年3月8日           | NEVER SAY GOODBYE -arigatou- | 18位                   | CD+DVD                 | DNME-0025 DNME-0026 DNME-0027 | 通常盤 WEB盤TYPE-A WEB盤TYPE-B |

## タイアップ
| 楽曲             | タイアップ | 収録作品                        |
| ---------------- | --- | ------------------------------- |
| LOVE-arigatou-   | テレビ東京開局50周年特別企画 JA全農 世界卓球2014 東京応援ソング CM：城南建設 住宅情報館 - 「家's My Love」篇 RKB毎日放送「みんなの青春のぞき見TV TEEN!TEEN!」エンディングテーマ | 1stシングル「LOVE-arigatou-」   |
| 君がいて僕がいた | シャープＣＭソング | 4thシングル「君がいて僕がいた」 |

## ライブ

### Rev.from DVL改名後ワンマンライブ
- Rev.from DVL 1st LIVE（2011年7月17日、アクティブハカタB1F）
- Rev.from DVL 2nd LIVE with D-little「Rev.とみんなではっぴークリスマス！」（2011年12月18日、アクティブハカタB1F）
- Rev.from DVL 3rd LIVE with D-little「Rev.とみんなでチョコっとはやめのバレンタイン♪」（2012年2月5日、アクティブハカタB1F）
- Rev.from DVL 4th LIVE with D-little「Memory」、第一章終焉ライブ「未来へのドア」（2012年3月25日、アクティブハカタB1F）
- Rev.from DVL 5th LIVE with D-little「逢いにきんしゃい」（2012年9月2日、アクティブハカタB1F）
- Rev.from DVL 6th LIVE with D-little「2012 Rev.とみんなではっぴークリスマス！」（2012年12月24日、博多リバレインホール）

### mini LIVE
- Rev.from DVL mini LIVE（2013年5月4日、博多リバレインホール）
- Rev.from DVL 2nd mini LIVE（2013年6月15日、博多リバレインホール）
- Rev.from DVL 3rd mini LIVE（2013年7月14日、博多リバレインホール）
- Rev.from DVL 4th mini LIVE（2013年8月4日、博多リバレインホール）
- Rev.from DVL 5th mini LIVE（2013年8月18日、博多リバレインホール）
- Rev.from DVL 6th mini LIVE（2013年9月21日、博多リバレインホール）
- Rev.from DVL 7th mini LIVE（2013年10月13日、博多リバレインホール）

### 単独ライブ
- Rev.from DVL×きゃらふる 初！東京単独SHOWライブ（2013年11月4日、TwinBox AKIHABARA）
- Rev.from DVL 第3章始動！LIVE（2014年3月1日、DRUM LOGOS）
- Rev.from DVL デビュー直前LIVE！逢いにきんしゃい！（2014年4月4日、DRUM Be-1）
- Rev.from DVL どんたく祭 with きゃらふる（2014年5月5日、DRUM LOGOS）
- Rev.from DVL 高橋菜々美・神谷帆南卒業ライブ（2016年5月28日、スカラエスパシオ）

### Live And Peace
- Rev.from DVL Live And Peace vol.1（2014年8月30日、Zepp Fukuoka）
- Rev.from DVL Live And Peace vol.2（2014年12月23日、Zepp Fukuoka）
- Rev.from DVL Live And Peace vol.2（2014年12月29日、Zepp DiverCity）
- Rev.from DVL Live House Tour Live And Peace vol.3（2015年2月11日、名古屋ボトムライン）
- Rev.from DVL Live House Tour Live And Peace vol.3（2015年2月22日、梅田AKASO）
- Rev.from DVL Live House Tour Live And Peace vol.3（2015年2月28日、Zepp Fukuoka）
- Rev.from DVL Live House Tour Live And Peace vol.3（2015年3月8日、SHIBUYA CLUB QUATTRO）
- YES THEATERグランドオープン記念Rev.from DVL Live And Peace vol.3,5（2015年4月11日、YES THEATER）
- Rev.from DVL Live Tour Live And Peace vol.4（2015年8月26日、YES THEATER）
- Rev.from DVL Live Tour Live And Peace vol.4（2015年8月29日、名古屋 CLUB QUATTRO）
- Rev.from DVL Live Tour Live And Peace vol.4（2015年8月30日、Zepp Fukuoka）
- Rev.from DVL Live Tour Live And Peace vol.4（2015年9月4日、赤坂BLITZ）
- Rev.from DVL Live Tour Live And Peace vol.5（2015年12月22日、名古屋ボトムライン）
- Rev.from DVL Live Tour Live And Peace vol.5（2015年12月23日、YES THEATER）
- Rev.from DVL Live Tour Live And Peace vol.5（2015年12月29日、赤坂BLITZ）
- Rev.from DVL Live Tour Live And Peace vol.5（2015年12月30日、福岡DRUM LOGOS）

### Rev's FC.presents
- ファンミVol.1（2014年10月12日、リバレインホール）
- ファンミvol.2（2014年11月16日、リバレインホール）
- ファンミvol.3（2015年4月18日、リバレインホール）
- ファンミvol.4（2015年5月4日、リバレインホール）
- ファンミvol.5（2015年7月19日、リバレインホール）
- ファンミvol.6（2015年9月27日、リバレインホール）
- ファンミvol.7（2015年10月18日、リバレインホール）
- ファンミvol.8（2015年11月15日、リバレインホール）

### I Rev You presents
- ファンミvol.9（2016年6月19日、リバレインホール）
- ファンミvol.10（2016年7月16日、リバレインホール）
- ファンミvol.11（2016年9月3日、リバレインホール）
- ファンミvol.12（2016年9月24日、リバレインホール）
- ファンミvol.13（2016年10月8日、リバレインホール）
- ファンミvol.14（2016年10月30日、リバレインホール）
- ファンミvol.15（2016年11月12日、リバレインホール）
- ファンミvol.16（2016年12月17日、リバレインホール）
- ファンミvol.17（2017年1月8日、リバレインホール）

### ラストライブ
- Rev.from DVL ラストライブ　 ”NEVER SAY GOODBYE -arigatou-”（2017年3月29日、赤坂BLITZ）
- Rev.from DVL ラストライブ　 ”NEVER SAY GOODBYE -arigatou-”（2017年3月31日、DRUM LOGOS）

## 出演

### ラジオ
- Rev.from DVLのビタミンRevolution 木曜日（2014年3月31日 - 2017年3月30日、KBCラジオ）
- GIRLS☆PUNCH 金曜日（2014年4月4日 - 2017年3月31日、RKBラジオ）

### CM
- 城南建設 住宅情報館「家's My Love」篇（2014年4月24日）[23]
- 福岡県「飲酒運転撲滅」テレビCM（2014年8月 - 2014年12月）[24]

### ネット配信
- オールナイトニッポンw 月曜日（2015年2月2日 - 8月31日 計31回 制作：ニッポン放送）[25]

### テレビ番組
- HEY!HEY!HEY! 2014 超豪華アーティストにゴリゴリ絡みましたSP“春”の直前SP（2014年4月6日、フジテレビ）
- ミュージックドラゴン（2014年4月12日、日本テレビ）
- 1番ソングSHOW（2014年6月18日、日本テレビ）
- 水球ヤンキース 第6話 （2014年7月12日 - 9月20日、フジテレビ）- メンバー全員本人役で出演
- Kawaiian くらびぃー! 木曜日（2014年 - 2015年、Kawaiian TV）[26]
- Rev.from DVLのホーカゴ（2015年4月6日 - 6月、RKB毎日放送／制作・著作：よしもとR&C）[27]

### 映画
- 博多映画道場「Sea of Love ～いとしまに魅せられて～」（監督：伊集院 晃生）2013年12月公開[28][29][30]